# CCTV体坛风云人物评选
CCTV体坛风云人物评选，是中国中央电视台主办的年度大型体育人物评选活动，其颁奖典礼在旗下体育频道播出。前身为中国电视体育奖，于2001、2002年举办两届。2005年更名为CCTV体坛风云人物评选，每年举办一届，一般于当年下半年起全面启动，向公众发布提名奖结果，并于次年年初进行总评投票及颁奖盛典。2007年度的评选因北京奥运会而暂停一届。2017年度的评选原定于2018年1月20日举行，但疑因体育总局和央视的某些分歧就此停摆。
体坛风云人物评选因CCTV在全国范围内的巨大影响力成为中国体育界年度规格最高的评选活动和明星秀场，每年都云集中国体育界的诸多知名人士，有较高的权威性。另外评选活动会邀请赞助商进行冠名，如安踏CCTV体坛风云人物评选。

## 历年概况
| 历年                         | 颁奖时间      | 颁奖地点         | 主持人         | 备注  |
| 2001中国电视体育奖           | 2002年3月22日 | 中央电视台       | 宋世雄、曹颖   |       |
| 2002中国电视体育奖           | 2003年2月28日 | 中央电视台       | 宋世雄、孙小梅 |       |
| 2005CCTV体坛风云人物评选     | 2006年3月23日 | 中央电视台       | 张斌、董卿     |       |
| 2006安踏CCTV体坛风云人物评选 | 2007年4月7日  | 中央电视台       | 张斌、刘芳菲   |       |
| 2008安踏CCTV体坛风云人物评选 | 2009年2月21日 | 中央电视台       | 张斌           |       |
| 2009安踏CCTV体坛风云人物评选 | 2010年1月16日 | 北京大学百年讲堂 | 张斌           |       |
| 安踏2010CCTV体坛风云人物评选 | 2011年1月16日 | 国家会议中心     | 张斌、周涛     |       |
| 安踏2011CCTV体坛风云人物评选 | 2012年1月15日 | 国家体育馆       | 张斌、周涛     |       |
| 安踏2012CCTV体坛风云人物评选 | 2013年1月19日 | 国家体育馆       | 张斌、周涛     |       |
| 2013CCTV体坛风云人物评选     | 2014年1月11日 | 万事达中心       | 张斌、周涛     |       |
| 2014CCTV体坛风云人物评选     | 2015年2月1日  | 万事达中心       | 张斌、童可欣   |       |
| 2015CCTV体坛风云人物评选     | 2016年1月24日 | 国家体育馆       | 张斌           |       |
| 2016CCTV体坛风云人物评选     | 2017年1月15日 | 国家游泳中心     | 张斌           | [ 2 ] |
| 2017CCTV体坛风云人物评选     | 未有举办      | 未有举办         |                | 停摆  |

## 历年获奖名单

### 2001年度
- 年度最佳男运动员奖：田亮
- 年度最佳女运动员奖：王楠
- 年度最佳团队奖：中国乒乓球队
- 年度最佳教练奖：蔡振华
- 年度最佳新人奖：冯敬
- 年度最佳突破奖：中国國家男子足球队
- 年度最佳非奥项目运动员奖：张健
- 最受欢迎男运动员奖：王治郅
- 最受欢迎女运动员奖：王楠
- 终身成就奖：何振梁

### 2002年度
- 年度最佳男运动员：李小鹏
- 年度最佳女运动员：杨扬
- 年度最受群众欢迎男运动员：姚明
- 年度最受群众欢迎女运动员：杨扬
- 年度最佳团队奖：中国國家女子曲棍球队
- 年度最佳教练奖：许海峰
- 年度最佳新人奖：李娜（自行车运动员）
- 年度突破奖：江永华
- 年度最佳非奥项目运动员：诸宸
- 年度最佳组合：申雪／赵宏博
- 年度最佳残疾人运动员：王晓福
- 荣誉奖：中国滑冰协会

### 2005年度
- 最佳运动员奖：刘翔
- 最佳教练员奖：王义夫
- 残疾人体育精神奖：周菊芳
- 未名体育人士奖：吴桥杂技学校小学生
- 最佳团队奖：解放军八一跳伞队
- 终身成就奖：万里

### 2006年度
- 年度最佳男运动员奖：刘翔
- 年度最佳女运动员奖：程菲
- 年度最佳团队奖：中国女子体操队
- 年度残疾人体育精神奖：中国女子坐式排球队
- 年度未名体育人士奖：倪震
- 终身成就奖：荣高棠
- 年度最佳教练员奖：孙海平、姚滨和陆善真
- 年度十大体坛风云人物奖：刘翔、张怡宁、韩晓鹏、郑洁／晏紫、蔡赟／傅海峰、丁俊晖、舒马赫、王刚义、马晓旭和孙海平。

### 2008年度
- 年度最佳男运动员：杨威
- 年度最佳女运动员：张怡宁
- 年度最佳新人：仲满
- 年度最佳组合：孟关良／杨文军
- 年度最佳教练：黄玉斌
- 年度最佳团队：中国男子体操队
- 年度非奥项目运动员：古力
- 残疾人体育精神：中国盲人男子足球队
- 未名体育人士奖：北京奥运会、北京残奥会志愿者
- 体坛特别贡献：奥运开闭幕团队
- 年度评委会大奖：张艺谋

### 2009年度
- 最佳男运动员奖：张琳
- 最佳女运动员奖：刘子歌
- 最佳新人奖：王浩
- 最佳组合奖：申雪／赵宏博
- 最佳非奥项目奖：刘莎莎
- 最佳团队奖：中国女子冰壶队
- 最佳教练奖：刘国梁
- 残疾人体育精神奖：听障接力队
- 未名人士体育精神奖：杜祥云（內蒙古體育學校教練，從事體育教育達63年）
- 体坛特别贡献奖：李延熙
- 评委会大奖：吕正操

### 2010年度
- 年度最佳男运动员奖：林丹（羽毛球）
- 年度最佳女运动员奖：王濛（短道速滑）
- 年度最佳新人奖：孙扬（游泳）
- 年度最佳组合奖：申雪／赵宏博（花样滑冰）
- 年度最佳团队奖：中国短道速滑队
- 年度未名人士体育精神奖；广州亚运会开幕式《白云之帆》表演团队
- 年度最佳教练奖：李琰（短道速滑）
- 年度残疾人体育精神奖：中国女子盲人门球队
- 年度最佳非奥项目运动员奖：侯逸凡（国际象棋）
- 年度体坛特别贡献奖：广州亚运会、亚残会开闭幕式导演团队
- 评委会大奖：中国人民解放军军事运动队军事五项队

### 2011年度
- 年度最佳男运动员奖：孙杨（游泳）
- 年度最佳女运动员奖：李娜（网球）
- 年度最佳新人奖：范可新（短道速滑）
- 年度最佳组合奖：蔡赟 / 傅海峰（羽毛球）
- 年度最佳团队奖：中国国家女子排球队
- 年度最佳非奥项目运动员奖：侯逸凡（国际象棋）
- 年度最佳教练奖：王海滨（中国男子花剑队主教练）
- 年度残疾人体育精神奖：夏伯渝（登山）
- 年度未名人士体育精神奖：姚楠（黑龙江省燎原学校（智障儿童学校）教师）
- 年度体坛特别贡献奖：杨扬（短道速滑）
- 年度评委会大奖：刘翔（田徑）

### 2012年度
- 最佳男运动员奖：孙杨（游泳）
- 最佳女运动员奖：叶诗文（游泳）
- 最佳团队奖：中国游泳队
- 最佳教练奖：么正杰（中国国家游泳队总教练）
- 最佳组合奖：蔡赟/傅海峰（羽毛球）
- 最佳新人奖：陈定（田徑）
- 未名人士精神奖：毕首金（昆明市白汉场中心小学体育教师）
- 残疾人体育精神奖：中国女子坐式排球队
- 最佳非奥运动员奖：冯珊珊（高爾夫球）
- 体坛特别贡献奖：徐莉佳（帆船）
- 评委会大奖：姚明（籃球）

### 2013年度
- 最佳男运动员奖：林丹（羽毛球）
- 最佳女运动员奖：李娜（网球）
- 最佳团队奖：广州恒大足球队
- 最佳教练奖：里皮（广州恒大足球队主教练）
- 最佳组合奖：彭帅/谢淑薇（网球）
- 最佳新人奖：李金哲（田徑）
- 未名人士精神奖：扎西吉（藏族武术教练）
- 残疾人体育精神奖：王永海（自行车）
- 最佳非奥运动员奖：丁俊晖（台球）
- 年度特别贡献奖：郭川（帆船）
- 评委会大奖：中国围棋队

### 2014年度
- 最佳男运动员奖：宁泽涛（游泳）
- 最佳女运动员奖：李娜（网球）
- 最佳团队奖：中国女子排球队
- 最佳教练奖：郎平（中国女子排球队主教练）
- 最佳组合奖：陈时伟/谢震业/苏炳添/张培萌（田徑）
- 最佳新人奖：袁心玥（排球）
- 未名人士精神奖：代建荣（昆明市五华区新萌学校（智障儿童学校）体育教师）
- 残疾人体育精神奖：中国女子轮椅篮球队
- 最佳非奥运动员奖：陈盆滨（极限马拉松）
- 年度突破奖：张虹（速度滑冰）
- 评委会大奖：李娜（网球）

### 2015年度
- 最佳男运动员奖：宁泽涛（游泳）
- 最佳女运动员奖：刘虹（田徑）
- 最佳团队奖：中国女子排球队
- 最佳教练奖：郎平（中国女子排球队主教练）
- 最佳组合奖：莫有雪/谢震业/苏炳添/张培萌（田徑）
- 最佳新人奖：周琦（篮球）
- 大众体育精神奖：北京马拉松组委会
- 残疾人体育精神奖：祁顺（田徑）
- 最佳非奥运动员奖：熊朝忠（职业拳击）
- 年度突破奖：苏炳添（田徑）
- 评委会大奖：郎平（中国女子排球队主教练）

### 2016年度
- 最佳男运动员奖：马龙（乒乓球）
- 最佳女运动员奖：朱婷（排球）
- 最佳团队奖：中国女子排球队
- 最佳教练奖：郎平（中国女子排球队主教练）
- 最佳组合奖：吴敏霞/施廷懋（跳水）
- 最佳新人奖：任茜（跳水）
- 大众体育精神奖：米曼·艾米拉（维吾尔族传统摔跤继承人）
- 残疾人体育精神奖：荣静（击剑）
- 最佳非奥运动员奖：邹市明（职业拳击）
- 年度突破奖：钟天使/宫金杰（自行车）
- 评委会大奖：中国女子排球队